# Stojanka
Stojanka je žensko osebno ime.

## Izvor imena
Ime Stojanka je tvorjenka na -ka iz imena Stojana, ki pa je ženska oblika moškega osebnega imena Stojan.

## Različice imena
Stoja, Stojana, Stojadinka, Stojica, Stojislava, Stojka, Stojna

## Pogostost imena
Po podatkih Statističnega urada Republike Slovenije je bilo na dan 31. decembra 2007 v Sloveniji število ženskih oseb z imenom Stojanka: 195.

## Osebni praznik
Koledarsko je ime Stojanka uvrščeno k imenu Stojan.